# Засеље (Пљевља)
Засеље је насеље у општини Пљевља у Црној Гори. Према попису из 2003. било је 62 становника (према попису из 1991. било је 86 становника).

## Демографија
У насељу Засеље живи 55 пунолетних становника, а просечна старост становништва износи 51,8 година (48,7 код мушкараца и 55,1 код жена). У насељу има 20 домаћинстава, а просечан број чланова по домаћинству је 3,10.
Становништво у овом насељу веома је хетерогено, а у последња три пописа, примећен је пад у броју становника.
|  |

| Демографија | Демографија | Демографија |
| Година      | Становника  | Становника  |
| ----------- | ----------- | ----------- |
|             |             |             |
|             |             |             |
|             |             |             |
|             |             |             |
| 1948.       | 102         |             |
| 1953.       | 163         |             |
| 1961.       | 143         |             |
| 1971.       | 125         |             |
| 1981.       | 106         |             |
| 1991.       | 86          | 86          |
| 2003.       | 65          | 62          |
|             |             |             |

| Етнички састав према попису из 2003.‍ | Етнички састав према попису из 2003.‍ | Етнички састав према попису из 2003.‍ | Етнички састав према попису из 2003.‍ | Етнички састав према попису из 2003.‍ |
| ------------------------------------ | ------------------------------------ | ------------------------------------ | ------------------------------------ | ------------------------------------ |
|                                      |                                      |                                      |                                      |                                      |
| Срби                                 | Срби                                 |                                      | 32                                   | 51,61%                               |
| Муслимани                            | Муслимани                            |                                      | 14                                   | 22,58%                               |
| Бошњаци                              | Бошњаци                              |                                      | 10                                   | 16,12%                               |
| Црногорци                            | Црногорци                            |                                      | 5                                    | 8,06%                                |
| непознато                            | непознато                            |                                      | 0                                    | 0,0%                                 |

| Година пописа     | 1948. | 1953. | 1961. | 1971. | 1981. | 1991. | 2003. |
| ----------------- | ----- | ----- | ----- | ----- | ----- | ----- | ----- |
| Број домаћинстава | 16    | 34    | 26    | 22    | 22    | 30    | 20    |

| Број чланова      | 1  | 2 | 3 | 4 | 5 | 6 | 7 | 8 | 9 | 10 и више | Просек |
| ----------------- | -- | - | - | - | - | - | - | - | - | --------- | ------ |
| Број домаћинстава | 20 | 5 | 4 | 6 | 1 | 2 | 0 | 1 | 0 | 0         | 1      |

| Пол    | Укупно | Неожењен/Неудата | Ожењен/Удата | Удовац/Удовица | Разведен/Разведена | Непознато |
| ------ | ------ | ---------------- | ------------ | -------------- | ------------------ | --------- |
| Мушки  | 27     | 12               | 14           | 1              | 0                  | 0         |
| Женски | 30     | 7                | 15           | 7              | 1                  | 0         |
| УКУПНО | 57     | 19               | 29           | 8              | 1                  | 0         |

| Пол    | Укупно                    | Пољопривреда, лов и шумарство | Рибарство                            | Вађење руде и камена | Прерађивачка индустрија       |
| ------ | ------------------------- | ----------------------------- | ------------------------------------ | -------------------- | ----------------------------- |
| Мушки  | 19                        | 14                            | 0                                    | 1                    | 1                             |
| Женски | 13                        | 12                            | 0                                    | 0                    | 0                             |
| УКУПНО | 32                        | 26                            | 0                                    | 1                    | 1                             |
| Пол    | Производња и снабдевање   | Грађевинарство                | Трговина                             | Хотели и ресторани   | Саобраћај, складиштење и везе |
| Мушки  | 0                         | 1                             | 0                                    | 0                    | 0                             |
| Женски | 0                         | 0                             | 0                                    | 0                    | 0                             |
| УКУПНО | 0                         | 1                             | 0                                    | 0                    | 0                             |
| Пол    | Финансијско посредовање   | Некретнине                    | Државна управа и одбрана             | Образовање           | Здравствени и социјални рад   |
| Мушки  | 0                         | 0                             | 2                                    | 0                    | 0                             |
| Женски | 0                         | 0                             | 0                                    | 1                    | 0                             |
| УКУПНО | 0                         | 0                             | 2                                    | 1                    | 0                             |
| Пол    | Остале услужне активности | Приватна домаћинства          | Екстериторијалне организације и тела | Непознато            | Непознато                     |
| Мушки  | 0                         | 0                             | 0                                    | 0                    | 0                             |
| Женски | 0                         | 0                             | 0                                    | 0                    | 0                             |
| УКУПНО | 0                         | 0                             | 0                                    | 0                    | 0                             |